# 서울 남대문로 한국전력공사 사옥
서울 남대문로 한국전력공사 사옥(서울 南大門路 韓國電力公社 社屋)은 서울특별시 중구에 있는 1928년에 경성전기주식회사 사옥으로 건립된 건물이다. 2002년 2월 28일 대한민국의 국가등록문화재 제1호로 지정되었다. 문화재 지정 당시의 문화재 명칭은 남대문로 한국전력사옥이었으나, 2013년 10월 30일 서울 남대문로 한국전력공사 사옥으로 등록문화재 명칭이 변경되었다.

## 개요
1920년대말 서울 도심부에 지은 본격적 사무소 건물로 거의 원형을 유지하고 있어 보존가치가 크다. 최초로 내화·내진설계를 적용하고 엘리베이터, 유리블록과 장식이 당시로서는 획기적인 건축으로 한국전력의 역사이자, 근대건축적 가치가 높다.

## 역사
1928년에 세워진 한국전력공사의 전신인 경성전기주식회사 사옥으로 지어진 도심 사무실 건물이다. 1923년 일본 관동대지진의 영향으로 일제강점기 조선에서 최초로 내진·내화 설계가 적용된 건물이다. 건물에는 엘리베이터 2대와 5개층의 사무실에 580개의 전등이 설치되었다. 현재 건물은 한국전력공사 서울본부 사옥으로 사용중이다.